# С-350
С-350 «Витязь», 50Р6А — российский зенитный ракетный комплекс средней дальности нового поколения, разработанный концерном «Алмаз-Антей» для российских ПВО. Комплекс предназначен для борьбы как с аэродинамическими, так и баллистическими целями. Одна пусковая установка комплекса вооружена 12 зенитными ракетами.
Планируется, что «Витязь» заменит С-300ПС (дальность поражения — до 75-200 км) и Бук-М1-2 (дальность поражения — 45 км по дальности и до 25 км по высоте).
Первый ЗРС С-350 «Витязь» поступил в состав ВКС РФ в феврале 2020 года.

## Разработка
ОКР по проекту ЗРК «Витязь» были открыты в 2007 году, после демонстрации руководству Министерства обороны Российской Федерации (Минобороны России) действующего образца ЗРК средней дальности KM-SAM, изготовленного для поставки в Южную Корею по выигранному ГСКБ «Алмаз-Антей» международному тендеру.
В 2011 году выполнен этап создания рабочей конструкторской документации.
В 2012 году конструкторское бюро «Алмаз-Антей» производило доводку и наземные испытания АРГСН. В этом же году был изготовлен опытный образец, а на 2013 год запланировано завершение государственных испытаний.
В феврале 2013 газета «Известия» сообщала, что главкомат Военно-воздушных сил и концерн ПВО «Алмаз-Антей» назначили первые испытания системы на осень; главкомат ВВС при этом выражал недовольство ходом приёмки ЗРК, напомнив, что, согласно подписанному в 2010 году контракту, в 2013 году «Витязь» должен был поступить в войска ПВО, а не испытываться на полигоне. 19 июня 2013 года ЗРК «Витязь» был публично представлен в ходе визита президента Владимира Путина в НПО «Алмаз» на Обуховский завод, где ведётся сборка средств комплекса. 

В августе 2013 года комплекс был представлен на авиасалоне МАКС-2013.
В начале 2014 года генеральный директор Северо-Западного регионального центра Концерна ПВО «Алмаз-Антей» сообщил, что государственные испытания ЗРК С-350 «Витязь» завершатся в конце 2014 — начале 2015 года. В 2014 году глава концерна ПВО «Алмаз-Антей» заявлял, что серийное производство комплекса начнётся в 2015 году.
Во второй половине декабря 2015 года источник в ВПК сообщил о начале испытаний ракеты для системы «Витязь».
В конце 2016 года концерн «Алмаз-Антей» заявил, что приступил к разработке новой системы ПВО средней дальности, которая «придет на смену комплексам „Бук“ и С-300 ПС».
В 2018 году продолжались испытания на полигоне Капустин Яр.
В апреле 2019 государственные испытания новой зенитной ракетной системы С-350 «Витязь» успешно завершились; уже запущено производство первого серийного комплекта, который планируется сдать в 2019 году.
В конце 2018 года заявлено принятие на вооружение в 2019 году, на несколько лет позже первоначально заявленных сроков. 30 декабря 2018 пресс-служба Минобороны сообщила, что «в 2019 году в Воздушно-космические силы впервые поступит новейший зенитный ракетный комплекс С-350 „Витязь“».
23 декабря 2019 концерн «Алмаз-Антей» передал Минобороны РФ первый комплект зенитной ракетной системы С-350 «Витязь»; приёмка прошла на полигоне Капустин Яр; будет размещён в Ленинградской области.
В феврале 2020 первый ЗРС С-350 «Витязь» поступил в состав ВКС РФ; комплекс прибыл в учебный центр зенитных ракетных войск в Гатчине, где прошла тренировка по обнаружению и уничтожению условного воздушного противника.
До 2027 года планируют поставить на боевое дежурство 12 дивизионов ЗРС.

## Описание
ЗРК «Витязь» состоит из самоходной пусковой установки 50П6А, многофункциональной РЛС 50Н6А и пункта боевого управления 50К6А, размещенных на колёсном четырёхосном шасси БАЗ. 

Боекомплект состоит из 12 ЗУР с АРГСН, предположительно 9М96/9М96Е (от ЗРК С-400)/9М96ДМ и/или 9М100 (с ИКГСН). 
Дивизион состоит из 12 пусковых установок.
|                          |                                |                                        |
| Пусковая установка 50П6Е | Пункт боевого управления 50К6Е | Многофункциональный радиолокатор 50Н6Е |

## Тактико-технические характеристики
Тактико-технические характеристики ЗРС С-350 «Витязь»:
Максимальное количество одновременно обстреливаемых целей:
- аэродинамических — 16
- баллистических — 12

Максимальное количество одновременно наводимых ракет — 32
Зона поражения аэродинамических целей:
- по дальности — 1500…60000 м
- по высоте — 10…30000 м[27]

Зона поражения баллистических целей:
- по дальности — 1500…30000 м
- по высоте — 2000…25000 м

Время приведения средств в боевую готовность с марша — 5 мин.
Показатели ЗРС С-350 по высоте поражения позволяют эффективно перехватывать низколетящие цели на предельных дальностях зоны поражения. Несмотря на то, что максимальное количество обстреливаемых целей — 16, зенитно-ракетная система реально успевает перехватить гораздо большее их число. Произойдёт это по причине того, что после поражения 16 целей, ещё останется время на атаку 16 других. В некоторых случаях, после уничтожения очередной партии целей, останется время на идентификацию и атаку остальных.

## Операторы
- Россия: 6 ПУ по состоянию на 2024 год[29]